# Slave to the Grind
Slave to the Grind ist das 1991 veröffentlichte zweite Studioalbum der US-amerikanischen Heavy-Metal-Band Skid Row. Es wurde von dem deutschen Musikproduzenten Michael Wagener produziert, erreichte in den USA Platz eins der Billboard 200 sowie die Top Ten in Großbritannien, Schweden, Japan, Australien und Kanada.

## Hintergrund
Mit ihrem Debütalbum war der Gruppe ein Sensationserfolg gelungen: Das Lied 18 and Life und die Ballade I Remember You erreichten die Top Ten in den USA und verhalfen dem Album dort zu Verkaufszahlen von über 5.000.000 Stück, wofür Skid Row fünffach mit Platin ausgezeichnet wurde. Es ist bis heute das kommerziell erfolgreichste Album der Band.
Im August 1989, acht Monate nach der Veröffentlichung des Debüts, hatte die Gruppe beim Moscow Music Peace Festival neben Bands wie Bon Jovi, Ozzy Osbourne, Mötley Crüe, den Scorpions und Cinderella gespielt, war beim Milton Keynes Festival neben Bon Jovi, Europe und Vixen aufgetreten und mit Mötley Crüe und White Lion sowie anschließend mit Aerosmith durch Europa gereist, woran sich eine weitere Tournee durch die USA anschloss.
Die musikalische Ausrichtung von Slave to the Grind, das die Gruppe ab 1990 mit Michael Wagener aufnahm, war im Vergleich zum Vorgänger deutlich härter und unkommerzieller geworden. Neben den später auf dem Album veröffentlichten Titeln nahm die Band zwei weitere Songs auf, nämlich Fire in the Hole und Burned. Das Lied Fire in the Hole wurde 1998 auf dem Best-of-Album 40 Seasons: The Best of Skid Row veröffentlicht.
Es wurden insgesamt vier Singles veröffentlicht: Wasted Time, Monkey Business, In a Darkened Room und Slave to the Grind.
2009 erschien in Japan eine remasterte Version des Albums, auf der sich außerdem vier zusätzliche Titel, darunter zwei Coverversionen, befanden. Zum Record Store Day 2020 wurde diese Variante des Albums in den USA und Europa auf Vinyl als Doppelalbum veröffentlicht.

## Titelliste
| Nr.          | Titel                  | Autor(en)                      | Länge |
| ------------ | ---------------------- | ------------------------------ | ----- |
| 1.           | Monkey Business        | Rachel Bolan, Dave Sabo        | 4:20  |
| 2.           | Slave to the Grind     | Sebastian Bach, Bolan, Sabo    | 3:31  |
| 3.           | The Threat             | Bolan, Sabo                    | 3:52  |
| 4.           | Quicksand Jesus        | Bolan, Sabo                    | 5:26  |
| 5.           | Psycho Love            | Bolan                          | 3:58  |
| 6.           | Get the Fuck Out       | Bolan, Sabo                    | 2:42  |
| 7.           | Livin’ on a Chain Gang | Bolan, Sabo                    | 4:00  |
| 8.           | Creepshow              | Bolan, Rob Affuso, Scotti Hill | 3:59  |
| 9.           | In a Darkened Room     | Bach, Bolan, Sabo              | 3:57  |
| 10.          | Riot Act               | Bolan, Sabo                    | 2:42  |
| 11.          | Mudkicker              | Bach, Bolan, Sabo              | 3:56  |
| 12.          | Wasted Time            | Bach, Bolan, Sabo              | 5:50  |
| Gesamtlänge: | Gesamtlänge:           | Gesamtlänge:                   | 50:01 |

| Nr.          | Titel                                                                | Autor(en)                                          | Originalversion | Länge |
| ------------ | -------------------------------------------------------------------- | -------------------------------------------------- | --------------- | ----- |
| 1.           | Monkey Business                                                      | Rachel Bolan, Dave Sabo                            |                 | 4:20  |
| 2.           | Slave to the Grind                                                   | Sebastian Bach, Bolan, Sabo                        |                 | 3:31  |
| 3.           | The Threat                                                           | Bolan, Sabo                                        |                 | 3:52  |
| 4.           | Quicksand Jesus                                                      | Bolan, Sabo                                        |                 | 5:26  |
| 5.           | Psycho Love                                                          | Bolan                                              |                 | 3:58  |
| 6.           | Get the Fuck Out                                                     | Bolan, Sabo                                        |                 | 2:42  |
| 7.           | Livin’ on a Chain Gang                                               | Bolan, Sabo                                        |                 | 4:00  |
| 8.           | Creepshow                                                            | Bolan, Rob Affuso, Scotti Hill                     |                 | 3:59  |
| 9.           | In a Darkened Room                                                   | Bach, Bolan, Sabo                                  |                 | 3:57  |
| 10.          | Riot Act                                                             | Bolan, Sabo                                        |                 | 2:42  |
| 11.          | Mudkicker                                                            | Bach, Bolan, Sabo                                  |                 | 3:56  |
| 12.          | Wasted Time                                                          | Bach, Bolan, Sabo                                  |                 | 5:50  |
| 13.          | Beggar’s Day                                                         | Bach, Bolan, Sabo                                  |                 | 4:05  |
| 14.          | Holiday’s in the Sun (Coverversion)                                  | Johnny Rotten, Paul Cook, Sid Vicious, Steve Jones | Sex Pistols     | 3:37  |
| 15.          | Get The Fuck Out (Recorded Live At Wembley Stadium, 1991)            | Bolan, Sabo                                        |                 | 5:31  |
| 16.          | Delivering The Goods (Recorded Live In Arizona, 1992) (Coverversion) | Glenn Tipton, K.K. Downing, Rob Halford            | Judas Priest    | 4:52  |
| Gesamtlänge: | Gesamtlänge:                                                         | Gesamtlänge:                                       | Gesamtlänge:    | 65:56 |

## Rezeption
Slave to the Grind war international erfolgreich und erreichte in Deutschland Platz 12 der Charts, in Großbritannien Platz 5. In den USA stieg das Album direkt auf Platz eins ein und war damit das erste Heavy-Metal-Album, dem es in seiner Debütwoche gelang, den Spitzenplatz der US-Charts zu erreichen.
Frank Trojan schrieb im Rock Hard, für ihn seien Skid Row mit dem ersten Album zunächst „nur eine weitere Retorten-Truppe aus dem Amiland, so identitätslos wie ein Großteil der meisten Bands“ gewesen. Doch schon mit dem guten Video Oh Say Can You Scream habe sich angekündigt, dass noch mehr dahinterstecke, und mit Slave to the Grind habe man die Bestätigung bekommen. Skid Row seien „beileibe nicht nur gutaussehende Jungs, sondern eine höllisch gute Band!“ Er lobte Monkey Business als „brutalen, knallharten und ungeheuerlich rauhen Aufpeitscher“. Viele Songs seien „purer Metal“. Skid Row hätten sich nichts vorschreiben lassen, „sondern ein überraschend aggressives, abwechslungsreiches und hartes Album produziert.“ Er vergab neun von zehn Punkten. Die Platte erreichte gemeinsam mit Yesterday and Today Live von Y&T Platz zwei der monatlichen „Redaktionscharts“. Die Redaktion des Magazins setzte das Album 2007 auf den 236. Platz seiner 500 Titel umfassenden Bestenliste. Thomas Kupfer schrieb, Slave to the Grind habe für eine „krasse Kurskorrektur“ gesorgt. Es dominierten auf diesem „Meisterwerk schierer Energie“ „eingängige Melodylines und griffige Refrains“, gleichzeitig habe die Band an „Heaviness zugelegt, dass es eine wahre Freude ist.“ Das Quintett habe sich mit dem Album „auf dem Höhepunkt seiner Kreativität“ befunden. Kupfer lobte auch die Produktion von Michael Wagener, „der es eindrucksvoll schaffte, den Spagat zwischen eher traditionellem Songwriting und Rotzrock-Attitüde einzufangen.“
Steve Huey von AllMusic schrieb über das Album, Skid Row wären mit ihrem zweiten Album „härter und schwerer“ geworden und hätten es verstanden, die „griffige und schmutzige Stimme“ ihre Sängers mit „schlanken, treibenden Riffs“ zu verbinden. Großteils fehle „der Pop-Metal-Fluff des Debüts“, stattdessen hätten „Geschichten von der dunklen Seite über Drogen, Korruption und ähnliches diesen Platz eingenommen“, während Sänger Bach „eine harte, manchmal bedrohliche Ausstrahlung“ habe. Viele Beobachter seien „überrascht“ gewesen, als Slave to the Grind das „erste Heavy-Metal-Album geworden“ sei, das „auf Platz eins der Billboard-Charts einstieg“, aber es sei „wirklich eines der besten und härtesten Beispiele von Mainstream-Hard Rock und -Heavy Metal“ gewesen.

## Kommerzieller Erfolg

### Chartplatzierungen
| ChartsChartplatzierungen       | Höchstplatzierung | Wochen |
| ------------------------------ | ----------------- | ------ |
| Deutschland (GfK)              | 12 (21 Wo.)       | 21     |
| Österreich (Ö3)                | 16 (12 Wo.)       | 12     |
| Schweiz (IFPI)                 | 15 (9 Wo.)        | 9      |
| Vereinigte Staaten (Billboard) | 1 (46 Wo.)        | 46     |
| Vereinigtes Königreich (OCC)   | 5 (9 Wo.)         | 9      |

| ChartsJahrescharts (1991) | Platzierung |
| ------------------------- | ----------- |
| Deutschland (GfK)         | 92          |

### Auszeichnungen für Musikverkäufe
Slave to the Grind wurde in den USA zweifach mit Platin ausgezeichnet.
| Land/Region                  | Auszeichnungen für Musikverkäufe (Land/Region, Auszeichnung, Verkäufe) | Verkäufe  |
| ---------------------------- | ---------------------------------------------------------------------- | --------- |
| Australien (ARIA)            | Gold                                                                   | 35.000    |
| Japan (RIAJ)                 | Gold                                                                   | 100.000   |
| Kanada (MC)                  | Platin                                                                 | 100.000   |
| Vereinigte Staaten (RIAA)    | 2× Platin                                                              | 2.000.000 |
| Vereinigtes Königreich (BPI) | Silber                                                                 | 60.000    |
| Insgesamt                    | 1× Silber · 2× Gold · 3× Platin ·                                      | 2.295.000 |